# Autobahnring Changsha
Der Autobahnring von Changsha (chinesisch 长沙绕城高速公路, Pinyin Chángshā ràochéng gāosù gōnglù, englisch Changsha Ring Expressway), chin. Abk. G04 01, ist ein lokaler halbkreisförmiger Autobahnring um die Stadt Changsha in der Provinz Hunan. Er weist eine Länge von 98 km auf und verläuft nördlich, westlich und südlich von Changsha. Im Osten der Stadt verläuft die Autobahn G4. Ferner kreuzt ihn die regionale Autobahn G5513.